# Suzuki GR 650 Tempter

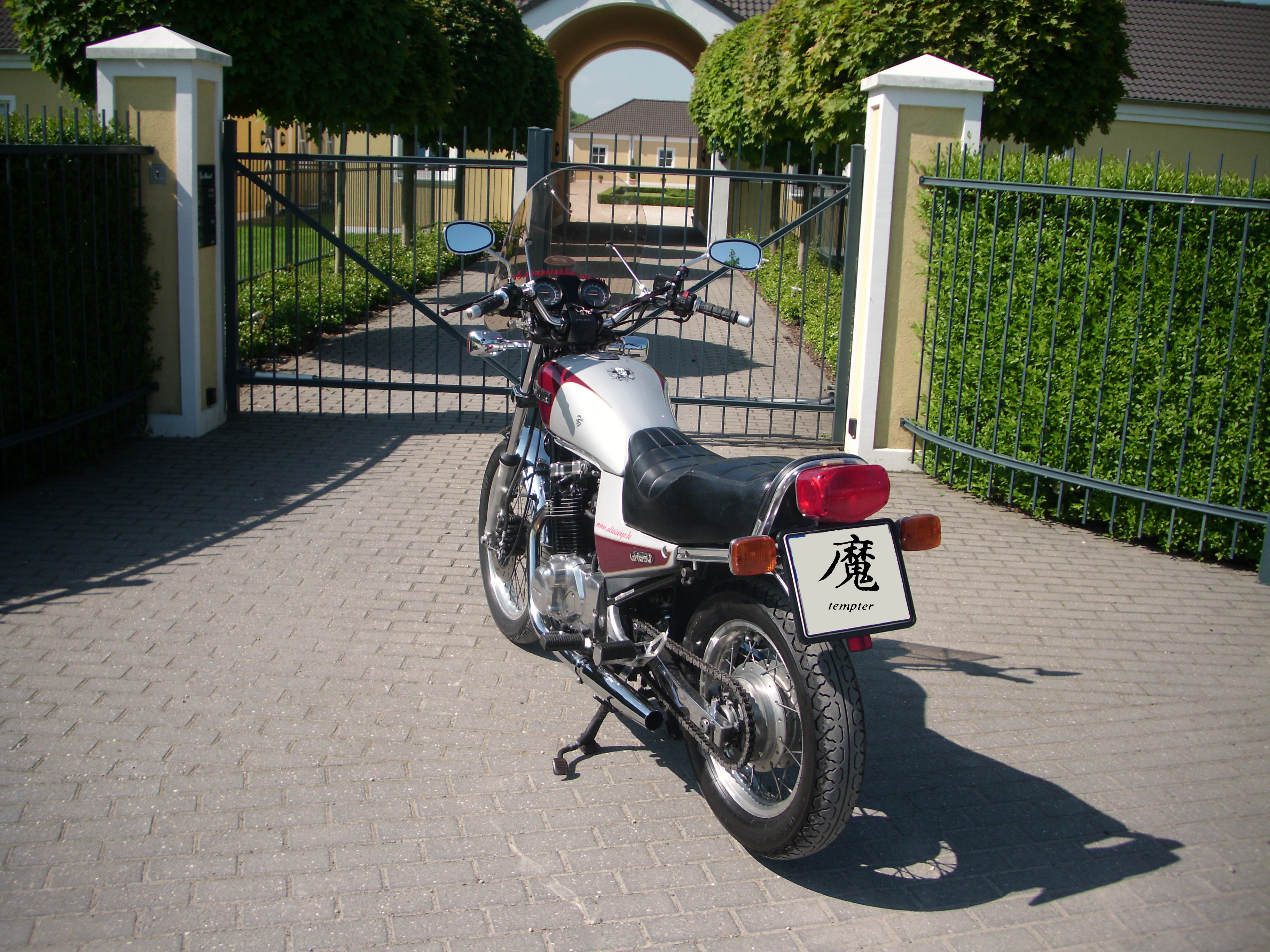
Suzuki GR Tempter 1983

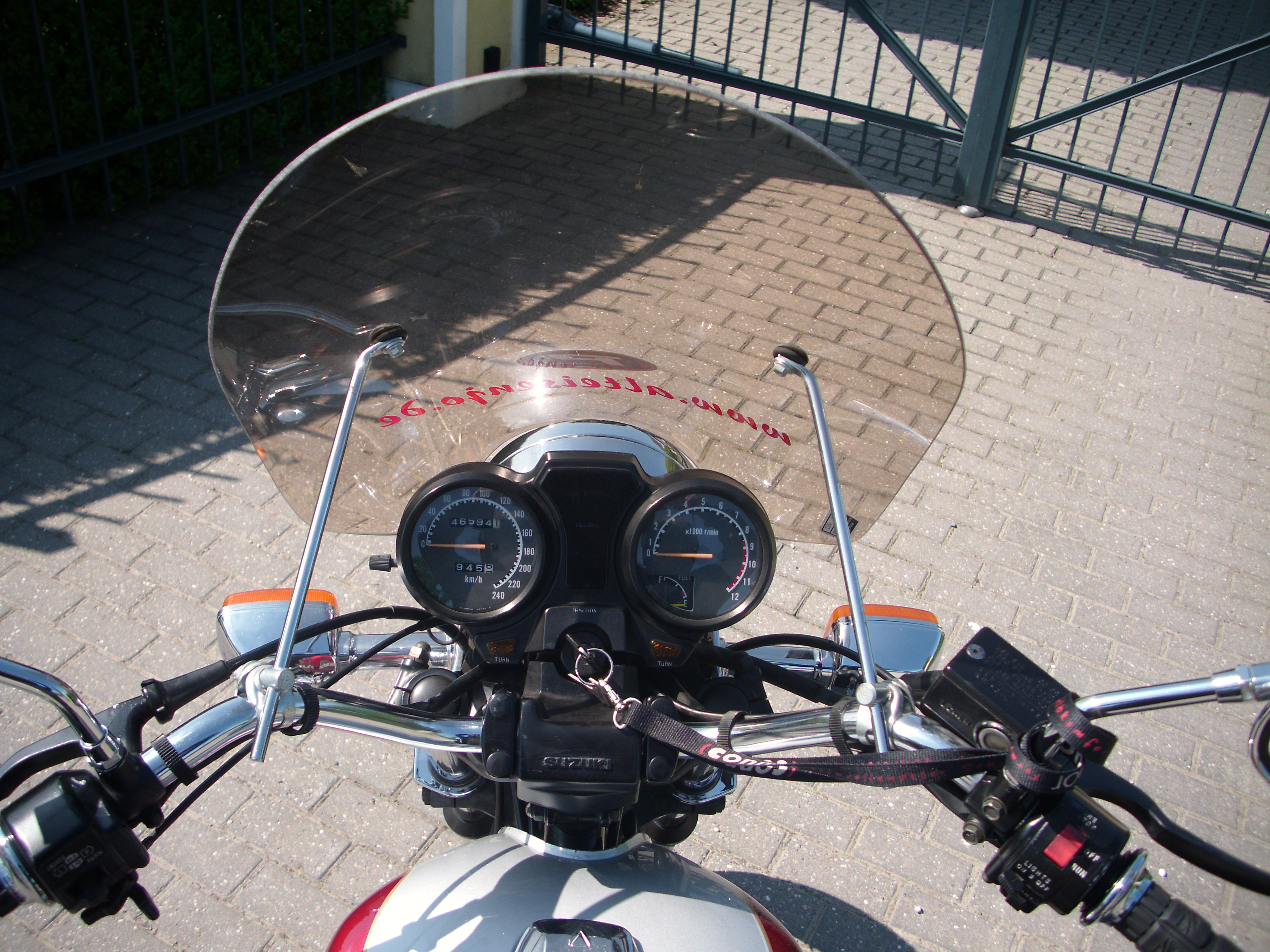
Cockpit GR 650 Windschild nicht Serienausstattung

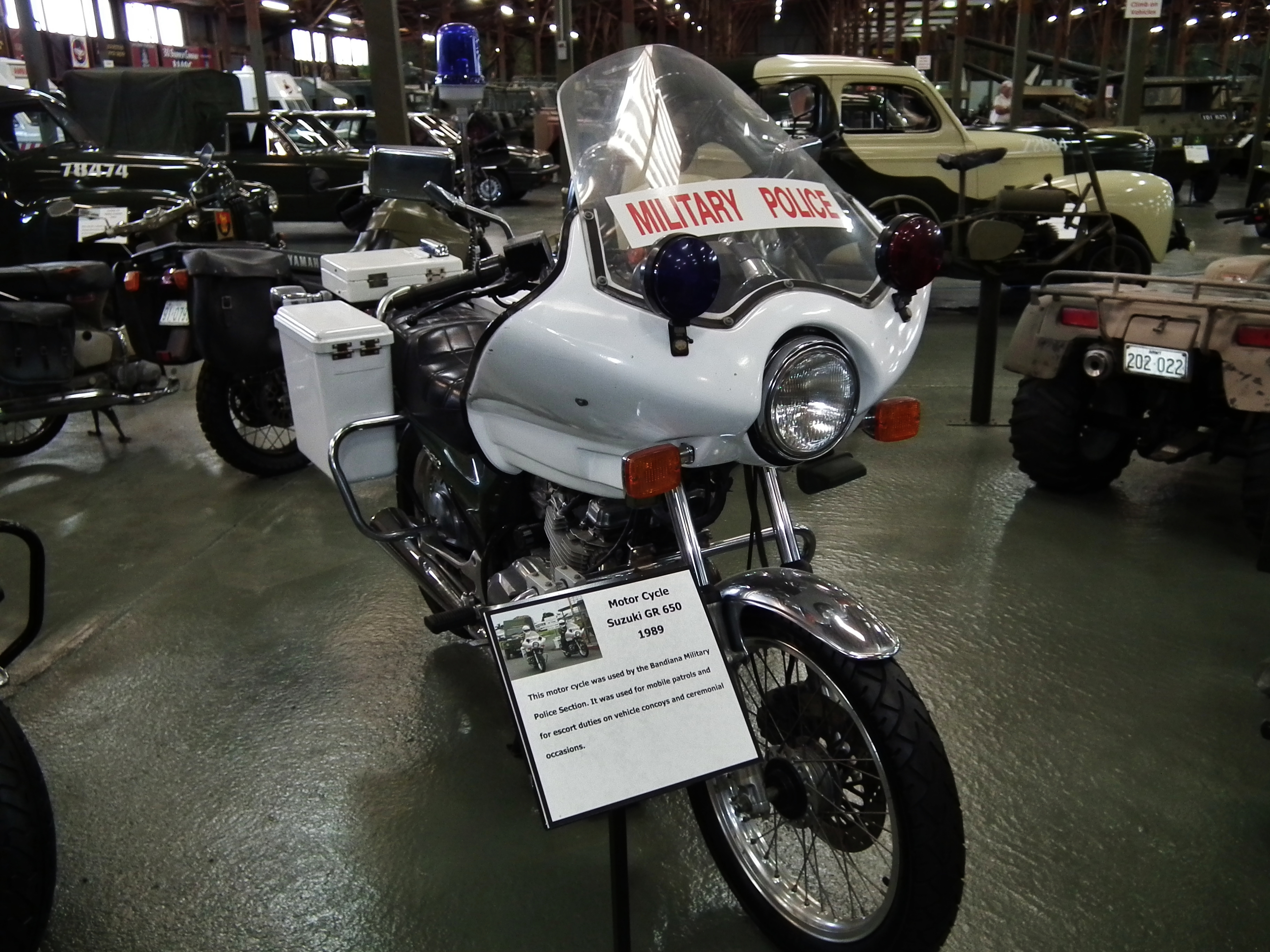
1989 Suzuki GR650 Dienstmotorrad Australische Armee

Die Suzuki GR 650 mit dem Beinamen Tempter (Versucher) wurde von 1983 bis 1989 vom japanischen Hersteller Suzuki gebaut. Sie ist ein Cruiser mit einem als 180-Grad-Gegenläufer ausgelegten Zweizylinder-Reihen-Motor mit 651 cm³ und 36,8 kW.

## Motor
Der Motor war eine von der GS450 abgeleitete, weiterentwickelte Konstruktion. Ein runder Lauf bis zur Höchstdrehzahl zeichnete ihn aus. Im Wesentlichen bestanden die technischen Neuerungen aus einer Monoblock-Kurbelwelle mit variabler Schwungmasse. Dank dieser Hilfsmasse hatte der Motor enorme Kraft im unteren Drehzahlbereich und einen für Twin-Motoren bemerkenswert vibrationsarmen Lauf und stellte diesbezüglich jeden Parallel-Twin in den Schatten. Ab 3000 min−1 wurde der Kraftschluss der Schwungmasse durch Fliehkraftregelung getrennt, was ein spontanes Hochdrehen und gute Motorbremseigenschaften mit sich brachte. Weiterhin sei die Durchblas-Rückführung, die Ausgleichwelle, der Doppelwölbungsbrennraum und die Ansaugluftführung erwähnt.
Der Verbrauch beträgt zwischen 4,5 und 6,5 l/100 km.

## Modellentwicklung
| Jahr | Modell        | Veränderungen/Besonderheiten |
| ---- | ------------- | --- |
| 1983 | GR Typ 650X   | Bei ihrer Präsentation. Die ersten GR werden nur mit Speichenrad angeboten. |
| 1983 | GR Typ 650 D  | Zwei Monate später folgte dann die Version mit Leichtmetall-Gussrad und pneumatisch unterstützter Telegabel für das Kanada-Modell. Der Rest der Technik war bei beiden Ausführungen identisch: schwarzer Zylinder-Motor mit polierten Deckeln, Hochlenker, eine Schwimmsattel-Scheibenbremse vorn, eine Trommelbremse hinten und ein ölgedämpftes Full-Floater-Federbein. |
| 1984 | GR Typ 650 XE | Nach knapp einem Jahr beschloss Suzuki die Produktion der unbeliebten Gussräder einzustellen, so blieb nur das Modell mit Speichenrädern im Programm. |
| 1985 | GR Typ 650 XF | Der Motor wird nun komplett silberfarbig, Getriebezahnräder erfahren bessere Härtung um Pittingbildung am Zahnradpaar des dritten Gangs vorzubeugen. |
| 1986 | GR Typ 650 XG | Neue Farbzusammenstellungen. |
| 1987 | GR Typ 650 XH | Keine nennenswerten Änderungen. |
| 1988 | GR Typ 650XJ  | Geht in Deutschland ins letzte Jahr, der Verkauf wird eingestellt. |
| 1989 | GR Typ 650 XK | Die GR wird noch einige Monate in andere Länder exportiert, ehe auch dort der Verkauf eingestellt wird. |

## Charakteristika
Die GR 650 Tempter gilt als robustes Zweirad. Der Leistungsverlauf des Motors bei verhältnismäßig niedrigen Drehzahlen ermöglicht ein schaltfaules Fahren. In einem zeitgenössischen Test wurde das komfortabel ausgelegte Fahrwerk und das gute Handling der Maschine in engen Kehren bei relativ großer Schräglagen-Freiheit sowie die Stabilität der Gabel hervorgehoben.
Das Design ist durch die Zweifarb-Lackierungen und die Verwendung von Chromteilen geprägt.
In Deutschland wurden 1600 Exemplare verkauft.

## Schwächen der GR
- Bei fast 50 % aller GR, besonders der ersten Baujahre, tritt Pittingbildung am Zahnradpaar des 3. Gangs auf.
- Die Lichtmaschine und die Reglereinheit: Der Stator der Lichtmaschine neigt des Öfteren durch eine verschmorte Wicklung zum Versiegen des Ladestroms. Die Regler-Gleichrichter-Einheit fällt häufig aus.
- Membrangesteuerter Benzinhahn: Auch bei geringen Undichtigkeiten (sichtbar bei abgezogenem Benzinschlauch) der Membran läuft Benzin durch die Ansaugkanäle in die Brennräume und kann nach längerer Standzeit beim Betätigen des Anlassers bei gut abdichtenden Kolbenringen sehr leicht die Pleuelstangen verbiegen (Benzinschlag).
- Mit 12 Liter Fassungsvermögen ist der Tank zu klein für größere Strecken.